# Список прем'єр-міністрів Канади
Нижче наведено список прем'єр-міністрів Канади.
Приналежність до політичних партій:
|      | Портрет | Ім'я                             | Час на посаді Прем'єр-міністра     | Політична партія                      | Парламент                                        | № п/п    |
| ---- | ------- | -------------------------------- | ---------------------------------- | ------------------------------------- | ------------------------------------------------ | -------- |
| 1    |         | Джон Александр Макдональд        | 1 липня 1867 — 5 листопада 1873    | Ліберально-консервативна              | 1-й (1867), 2-й (1872)                           | 1-й      |
| 2    |         | Александр Макензі                | 7 листопада 1873 — 8 жовтня 1878   | Ліберальна                            | 2-й, 3-й (1874)                                  | 2-й      |
| (1)  |         | Джон Александр Макдональд вдруге | 17 жовтня 1878 — 6 червня 1891     | Ліберально-консервативна              | 4-й (1878), 5-й (1882), 6-й (1887), 7-й (1891)   | 3-й      |
| 3    |         | Джон Аббот                       | 16 червня 1891 — 24 листопада 1892 | Ліберально-консервативна              | 7-й                                              | 4-й      |
| 4    |         | Джон Спаро Давид Томпсон         | 5 грудня 1892 — 12 грудня 1894     | Ліберально-консервативна              | 7-й                                              | 5-й      |
| 5    |         | Макензі Бовель                   | 21 грудня 1894 — 27 квітня 1896    | Консервативна (колишня)               | 7-й                                              | 6-й      |
| 6    |         | Чарлз Топер                      | 1 травня 1896 — 8 липня 1896       | Консервативна (колишня)               | -                                                | 7-й      |
| 7    |         | Вільфред Лор'є                   | 11 липня 1896 — 6 жовтня 1911      | Ліберальна                            | 8-й (1896), 9-й (1900), 10-й (1904), 11-й (1908) | 8-й      |
| 8    |         | Роберт Лейрд Борден              | 10 жовтня 1911 — 10 липня 1920     | Консервативна (колишня), Юніоністська | 12-й (1911), 13-й (1917)                         | 9-й 10-й |
| 9    |         | Артур Міен                       | 10 липня 1920 — 29 грудня 1921     | Національна ліберально-консервативна  | 13-й                                             | 11-й     |
| 10   |         | Маккензі Кінг                    | 29 грудня 1921 — 29 червня 1926    | Ліберальна                            | 14-й (1921), 15-й (1925)                         | 12-й     |
| (9)  |         | Артур Міен (вдруге)              | 29 червня 1926 — 25 вересня 1926   | Консервативна (колишня)               | 15-й                                             | 13-й     |
| (10) |         | Маккензі Кінг (вдруге)           | 25 вересня 1926 — 6 серпня 1930    | Ліберальна                            | 16-й (1926)                                      | 14-й     |
| 11   |         | Річард Беннет                    | 7 серпня 1930 — 23 жовтня 1935     | Консервативна (колишня)               | 17-й (1930)                                      | 15-й     |
| (10) |         | Маккензі Кінг (утретє)           | 23 жовтня 1935 — 15 листопада 1948 | Ліберальна                            | 18-й (1935), 19-й (1940), 20-й (1945)            | 16-й     |
| 12   |         | Луї Сен-Лоран                    | 15 листопада 1948 — 21 червня 1957 | Ліберальна                            | 20-й, 21-й (1949), 22-й (1953)                   | 17-й     |
| 13   |         | Джон Діфенбейкер                 | 21 червня 1957 — 22 квітня 1963    | Прогресивно-консервативна             | 23-й (1957), 24-й (1958), 25-й (1962)            | 18-й     |
| 14   |         | Лестер Пірсон                    | 22 квітня 1963 — 20 квітня 1968    | Ліберальна                            | 26-й (1963), 27-й (1965)                         | 19-й     |
| 15   |         | П'єр Трюдо                       | 20 квітня 1968 — 4 червня 1979     | Ліберальна                            | 27-й, 28-й (1968), 29-й (1972), 30-й (1974)      | 20-й     |
| 16   |         | Джо Кларк                        | 4 червня 1979 — 3 березня 1980     | Прогресивно-консервативна             | 31-й (1979)                                      | 21-й     |
| (15) |         | П'єр Трюдо (вдруге)              | 3 березня 1980 — 30 червня 1984    | Ліберальна                            | 32-й (1980)                                      | 22-й     |
| 17   |         | Джон Тернер                      | 30 червня 1984 — 17 вересня 1984   | Ліберальна                            | 32-й                                             | 23-й     |
| 18   |         | Браян Малруні                    | 17 вересня 1984 — 25 червня 1993   | Прогресивно-консервативна             | 33-й (1984), 34-й (1988)                         | 24-й     |
| 19   |         | Кім Кемпбелл                     | 25 червня 1993 — 4 листопада 1993  | Прогресивно-консервативна             | 34-й                                             | 25-й     |
| 20   |         | Жан Кретьєн                      | 4 листопада 1993 — 12 грудня 2003  | Ліберальна                            | 35-й (1993), 36-й (1997), 37-й (2000)            | 26-й     |
| 21   |         | Пол Мартін                       | 12 грудня 2003 — 6 лютого 2006     | Ліберальна                            | 37-й, 38-й (2004)                                | 27-й     |
| 22   |         | Стівен Гарпер                    | 6 лютого 2006 — 4 листопада 2015   | Консервативна                         | 39-й (2006), 40-й (2008), 41-й (2011)            | 28-й     |
| 23   |         | Джастін Трюдо                    | 4 листопада 2015 — 14 березня 2025 | Ліберальна                            | 42-й (2015), 43-й (2019), 44-й (2021)            | 29-й     |
| 23   |         | Марк Карні                       | 14 березня 2025 — \| Ліберальна    | 44-й (2021)                           | 30-й                                             |          |